# Lacrosse-Weltmeisterschaft
Die Lacrosse-Weltmeisterschaften (WLC) werden bei den Männern und den Frauen von der World Lacrosse veranstaltet. Üblicherweise werden sie alle vier Jahre ausgetragen. Die WM der Damen immer ein Jahr vor der der Männer. Seit Beginn des Weltmeisterschaften errang das Männerteam der Vereinigten Staaten neunmal den Weltmeistertitel und dreimal gelang es Kanada. Bei den Damen ist es dagegen ein relativ ausgeglichener Wettkampf um den Titel zwischen den Vereinigten Staaten, Australien, Kanada und England, wobei die Vereinigten Staaten| Rekordsiegerinnen sind. Siebenmal wurde die Damen-Mannschaft der Vereinigten Staaten Weltmeister und zweimal Australien Titelträgerinnen. An der Männer-Weltmeisterschaft 2018 nahmen 46 Nationen teil, bei der Damen-Weltmeisterschaft 2021 waren 30 Nationalmannschaften am Start. In beiden Fällen die höchste Beteiligung in der Geschichte der Lacrosse-Weltmeisterschaften. Durch die COVID-19-Pandemie wurde die WM der Männer von 2022 auf 2023 und die Frauen-WM von 2021 auf 2022 verschoben.
Eine Besonderheit der Weltmeisterschaften ist die Teilnahme der „Iroquois Nationals“, als Vertreter der Ureinwohner Nordamerikas, auf die der Sport zurückgeht.

## Liste der Männer-Weltmeisterschaften
1967 und 1974 wurden die Turniere in einem Gruppenmodus mit den Vereinigten Staaten, Australien, Kanada und England ohne Finale ausgespielt.
| Jahr | Datum              | Weltmeister        | Finalist           | Ergebnis       | Gastgeber  | Stadion                                   |
| ---- | ------------------ | ------------------ | ------------------ | -------------- | ---------- | ----------------------------------------- |
| 1967 | 17.–22. Mai        | Vereinigte Staaten | –                  | –              | Toronto    | East York Stadium                         |
| 1974 | 30. Juni – 4. Juli | Vereinigte Staaten | –                  | –              | Melbourne  | Olympic Park Stadium                      |
| 1978 | 2.–7. Juli         | Kanada             | Vereinigte Staaten | 17:16 n. V.    | Manchester | Edgeley Park, Stockport                   |
| 1982 | 18.–25. Juli       | Vereinigte Staaten | Australien         | 22:14          | Baltimore  | Homewood Field                            |
| 1986 | 18.–25. Juli       | Vereinigte Staaten | Kanada             | 18:9           | Toronto    | –                                         |
| 1990 | 7.–15. Juli        | Vereinigte Staaten | Kanada             | 19:15          | Perth      | WACA Ground                               |
| 1994 | 20.–30. Juli       | Vereinigte Staaten | Australien         | 21:7           | Manchester | Gigg Lane, Bury                           |
| 1998 | 17.–24. Juli       | Vereinigte Staaten | Kanada             | 15:14 n. 2. V. | Baltimore  | –                                         |
| 2002 | 7.–15. Juli        | Vereinigte Staaten | Kanada             | 18:15          | Perth      | –                                         |
| 2006 | 13.–22. Juli       | Kanada             | Vereinigte Staaten | 15:10          | London     | TD Waterhouse Stadium                     |
| 2010 | 15.–24. Juli       | Vereinigte Staaten | Kanada             | 12:10          | Manchester | Armitage Sports Centre                    |
| 2014 | 10.–19. Juli       | Kanada             | Vereinigte Staaten | 8:5            | Denver     | Dick’s Sporting Goods Park, Commerce City |
| 2018 | 12.–21. Juli       | Vereinigte Staaten | Kanada             | 9:8            | Netanja    | Netanja-Stadion, Wingate Institute        |
| 2023 | 21. Juni – 1. Juli | Vereinigte Staaten | Kanada             | 10:7           | San Diego  | Snapdragon Stadium                        |

## Liste der Frauen-Weltmeisterschaften
| Jahr | Datum              | Weltmeister        | Vize-Weltmeister   | Ergebnis           | Gastgeber    | Stadion                      |
| ---- | ------------------ | ------------------ | ------------------ | ------------------ | ------------ | ---------------------------- |
| 1982 | 20.–26. Sep.       | Vereinigte Staaten | Australien         | 10:7 n. V.         | Nottingham   | Trent Bridge                 |
| 1986 | 14.–21. Juni       | Australien         | Vereinigte Staaten | 10:7               | Philadelphia | Swarthmore College           |
| 1989 | 2.–9. Sep.         | Vereinigte Staaten | England            | 6:5 n. V. mit G.G. | Perth        | –                            |
| 1993 | 7.–14. Aug.        | Vereinigte Staaten | England            | 4:1                | Edinburgh    | Heriot-Watt University       |
| 1997 | 27. Apr. – 4. Mai  | Vereinigte Staaten | Australien         | 3:2 n. V. mit G.G. | Edogawa      | –                            |
| 2001 | 7.–14. Juli        | Vereinigte Staaten | Australien         | 14:8               | High Wycombe | –                            |
| 2005 | 23. Juni – 2. Juli | Australien         | Vereinigte Staaten | 14:7               | Annapolis    | –                            |
| 2009 | 17.–27. Juni       | Vereinigte Staaten | Australien         | 8:7                | Prag         | Sportzentrum von Slavia Prag |
| 2013 | 10.–19. Juli       | Vereinigte Staaten | Kanada             | 19:5               | Oshawa       | Civic Recreation Complex     |
| 2017 | 12.–22. Juli       | Vereinigte Staaten | Kanada             | 10:5               | Guildford    | Surrey Sports Park           |
| 2022 | 29. Juni – 9. Juli | Vereinigte Staaten | Kanada             | 11:8               | Towson       | Johnny Unitas Stadium        |